# Euskal Bizikleta 2005
La Euskal Bizikleta 2005, trentaseiesima edizione della corsa, si svolse in cinque tappe dal 1º giugno al 5 giugno 2005, per un percorso totale di 758,8 km. Fu vinta dallo spagnolo Eladio Jiménez che terminò in 18h33'48". La gara faceva parte del calendario dell'UCI Europe Tour 2005 ed era classificata di categoria 2.HC

## Tappe
| Tappa  | Data      | Percorso                               | km    | Vincitore di tappa   | Leader cl. generale |
| ------ | --------- | -------------------------------------- | ----- | -------------------- | ------------------- |
| 1ª     | 1º giugno | Eibar > Arrigorriaga                   | 164,8 | Ángel Vicioso        | Ángel Vicioso       |
| 2ª     | 2 giugno  | Sopela > Tolosa                        | 181,5 | Eladio Jiménez       | Eladio Jiménez      |
| 3ª     | 3 giugno  | Tolosa > Santuario della Madonna d'Oro | 135,8 | Pedro Arreitunandia  | Eladio Jiménez      |
| 4ª-1ª  | 4 giugno  | Murgia-Zuia > Abadiño                  | 89    | Ángel Vicioso        | Eladio Jiménez      |
| 4ª-2ª  | 4 giugno  | Elorrio > Abadiño (cr. ind.)           | 13,7  | David Herrero        | Eladio Jiménez      |
| 5ª     | 5 giugno  | Abadiño > Arrate (Eibar)               | 154,8 | Massimiliano Gentili | Eladio Jiménez      |
| Totale | Totale    | Totale                                 | 758,8 |                      |                     |

## Squadre e corridori partecipanti
Le 13 squadre partecipanti alla gara furono:
| N.    | Cod. | Squadra                    |
| ----- | ---- | -------------------------- |
| 1-8   | LSW  | Liberty Seguros-Würth Team |
| 11-18 | EUS  | Euskaltel-Euskadi          |
| 21-28 | SDV  | Saunier Duval-Prodir       |
| 31-38 | ECV  | Comunidad Valenciana-Elche |
| 41-48 | REL  | Relax-Fuenlabrada          |
| 51-57 | KAI  | Kaiku                      |
| 61-68 | TBL  | Team Barloworld-Valsir     |

| N.      | Cod. | Squadra                    |
| ------- | ---- | -------------------------- |
| 71-77   | AGR  | Agritubel                  |
| 81-88   | RAG  | RAGT Semences              |
| 91-98   | LPR  | LPR-Piacenza               |
| 101-108 | A&S  | Acqua & Sapone-Adria Mobil |
| 111-118 | NAT  | Naturino-Sapore di Mare    |
| 121-128 | ORB  | Orbea                      |

## Dettagli delle tappe

### 1ª tappa
- 1º giugno: Eibar > Arrigorriaga – 164,8 km

Risultati
| Pos. | Corridore         | Squadra       | Tempo    |
| ---- | ----------------- | ------------- | -------- |
| 1    | Ángel Vicioso     | Liberty Seg.  | 3h58'53" |
| 2    | Yon Bru           | Kaiku         | s.t.     |
| 3    | Joaquim Rodríguez | Saunier Duval | s.t.     |

| Pos. | Corridore         | Squadra       | Tempo    |
| ---- | ----------------- | ------------- | -------- |
| 1    | Ángel Vicioso     | Liberty Seg.  | 3h58'53" |
| 2    | Yon Bru           | Kaiku         | s.t.     |
| 3    | Joaquim Rodríguez | Saunier Duval | s.t.     |

### 2ª tappa
- 2 giugno: Sopela > Tolosa – 181,5 km

Risultati
| Pos. | Corridore         | Squadra       | Tempo    |
| ---- | ----------------- | ------------- | -------- |
| 1    | Eladio Jiménez    | C. Valenciana | 4h34'59" |
| 2    | Aketza Peña       | Euskaltel     | a 2'40"  |
| 3    | Stefano Cavallari | Barloworld    | a 3'03"  |

| Pos. | Corridore         | Squadra       | Tempo    |
| ---- | ----------------- | ------------- | -------- |
| 1    | Eladio Jiménez    | C. Valenciana | 8h34'18" |
| 2    | Adrián Palomares  | Kaiku         | a 2'40"  |
| 3    | Stefano Cavallari | Barloworld    | a 2'44"  |

### 3ª tappa
- 3 giugno: Tolosa > Santuario della Madonna d'Oro – 135,8 km

Risultati
| Pos. | Corridore           | Squadra       | Tempo    |
| ---- | ------------------- | ------------- | -------- |
| 1    | Pedro Arreitunandia | Barloworld    | 3h34'33" |
| 2    | Fabian Jeker        | Saunier Duval | a 5"     |
| 3    | Jure Golčer         | Acqua & Sap.  | a 11"    |

| Pos. | Corridore        | Squadra       | Tempo     |
| ---- | ---------------- | ------------- | --------- |
| 1    | Eladio Jiménez   | C. Valenciana | 12h09'28" |
| 2    | Adrián Palomares | Kaiku         | a 3'01"   |
| 3    | Aketza Peña      | Euskaltel     | a 5'48"   |

### 4ª tappa-1ª semitappa
- 4 giugno: Murgia-Zuia > Abadiño – 89 km

Risultati
| Pos. | Corridore            | Squadra      | Tempo    |
| ---- | -------------------- | ------------ | -------- |
| 1    | Ángel Vicioso        | Liberty Seg. | 2h02'09" |
| 2    | Aitor Hernández      | LPR-Piacenza | s.t.     |
| 3    | Massimiliano Gentili | Naturino     | s.t.     |

| Pos. | Corridore        | Squadra       | Tempo     |
| ---- | ---------------- | ------------- | --------- |
| 1    | Eladio Jiménez   | C. Valenciana | 14h12'56" |
| 2    | Adrián Palomares | Kaiku         | a 1'42"   |
| 3    | Aketza Peña      | Euskaltel     | a 4'29"   |

### 4ª tappa-2ª semitappa
- 4 giugno: Elorrio > Abadiño – Cronometro individuale – 13,7 km

Risultati
| Pos. | Corridore         | Squadra      | Tempo  |
| ---- | ----------------- | ------------ | ------ |
| 1    | David Herrero     | Euskaltel    | 16'36" |
| 2    | Ángel Vicioso     | Liberty Seg. | a 11"  |
| 3    | Luis León Sánchez | Liberty Seg. | a 15"  |

| Pos. | Corridore        | Squadra       | Tempo     |
| ---- | ---------------- | ------------- | --------- |
| 1    | Eladio Jiménez   | C. Valenciana | 14h30'44" |
| 2    | Adrián Palomares | Kaiku         | a 1'15"   |
| 3    | Aketza Peña      | Euskaltel     | a 3'54"   |

### 5ª tappa
- 5 giugno: Abadiño > Arrate (Eibar) – 154,8 km

Risultati
| Pos. | Corridore            | Squadra       | Tempo    |
| ---- | -------------------- | ------------- | -------- |
| 1    | Massimiliano Gentili | Naturino      | 4h01'01" |
| 2    | Íñigo Cuesta         | Saunier Duval | a 32"    |
| 3    | Aitor Hernández      | LPR-Piacenza  | a 44"    |

| Pos. | Corridore        | Squadra       | Tempo     |
| ---- | ---------------- | ------------- | --------- |
| 1    | Eladio Jiménez   | C. Valenciana | 18h33'48" |
| 2    | Adrián Palomares | Kaiku         | a 1'33"   |
| 3    | Aketza Peña      | Euskaltel     | a 3'15"   |

## Evoluzione delle classifiche
| Tappa              | Vincitore            | Classifica generale | Classifica a punti | Classifica scalatori | Classifica mete volanti | Classifica a squadre       |
| ------------------ | -------------------- | ------------------- | ------------------ | -------------------- | ----------------------- | -------------------------- |
| 1ª                 | Ángel Vicioso        | Ángel Vicioso       | Ángel Vicioso      | Luis León Sánchez    | Luis Pérez Romero       | Kaiku                      |
| 2ª                 | Eladio Jiménez       | Eladio Jiménez      | Yon Bru            | Eladio Jiménez       | Luis Pérez Romero       | Team Barloworld-Valsir     |
| 3ª                 | Pedro Arreitunandia  | Eladio Jiménez      | Joaquim Rodríguez  | Eladio Jiménez       | Luis Pérez Romero       | Comunidad Valenciana-Elche |
| 4ª-1ª              | Ángel Vicioso        | Eladio Jiménez      | Joaquim Rodríguez  | Eladio Jiménez       | Luis Pérez Romero       | Team Barloworld-Valsir     |
| 4ª-2ª              | David Herrero        | Eladio Jiménez      | Ángel Vicioso      | Eladio Jiménez       | Luis Pérez Romero       | Team Barloworld-Valsir     |
| 5ª                 | Massimiliano Gentili | Eladio Jiménez      | Ángel Vicioso      | Joseba Albizu        | Luis Pérez Romero       | Team Barloworld-Valsir     |
| Classifiche finali | Classifiche finali   | Eladio Jiménez      | Ángel Vicioso      | Joseba Albizu        | Luis Pérez Romero       | Team Barloworld-Valsir     |

## Classifiche finali

### Classifica generale
| Pos. | Corridore            | Squadra       | Tempo     |
| ---- | -------------------- | ------------- | --------- |
| 1    | Eladio Jiménez       | C. Valenciana | 18h33'48" |
| 2    | Adrián Palomares     | Kaiku         | a 1'33"   |
| 3    | Aketza Peña          | Euskaltel     | a 3'15"   |
| 4    | Pedro Arreitunandia  | Barloworld    | a 4'30"   |
| 5    | Aitor González       | Euskaltel     | a 5'04"   |
| 6    | Fabian Jeker         | Saunier Duval | a 5'53"   |
| 7    | David George         | Barloworld    | a 6'12"   |
| 8    | David Latasa         | C. Valenciana | a 7'22"   |
| 9    | Aitor Hernández      | LPR-Piacenza  | a 7'30"   |
| 10   | Massimiliano Gentili | Naturino      | a 8'18"   |

### Classifica a punti
| Pos. | Corridore            | Squadra      | Punti |
| ---- | -------------------- | ------------ | ----- |
| 1    | Ángel Vicioso        | Liberty Seg. | 72    |
| 2    | Pedro Arreitunandia  | Barloworld   | 53    |
| 3    | David Herrero        | Euskaltel    | 48    |
| 4    | Aitor Hernández      | LPR-Piacenza | 47    |
| 5    | Massimiliano Gentili | Naturino     | 41    |

### Classifica scalatori
| Pos. | Corridore            | Squadra       | Punti |
| ---- | -------------------- | ------------- | ----- |
| 1    | Joseba Albizu        | Euskaltel     | 39    |
| 2    | Eladio Jiménez       | C. Valenciana | 37    |
| 3    | Massimiliano Gentili | Naturino      | 28    |
| 4    | Íñigo Cuesta         | Saunier Duval | 17    |
| 5    | Aketza Peña          | Euskaltel     | 15    |

### Classifica mete volanti
| Pos. | Corridore            | Squadra   | Punti |
| ---- | -------------------- | --------- | ----- |
| 1    | Luis Pérez Romero    | Relax     | 10    |
| 2    | Massimiliano Gentili | Naturino  | 4     |
| 3    | Mario de Sárraga     | Naturino  | 4     |
| 4    | Joseba Albizu        | Euskaltel | 4     |
| 5    | Jose Almagro         | Relax     | 4     |

### Classifica squadre
| Pos. | Squadra                    | Tempo     |
| ---- | -------------------------- | --------- |
| 1    | Team Barloworld-Valsir     | 55h51'09" |
| 2    | Comunidad Valenciana-Elche | a 6'35"   |
| 3    | Euskaltel-Euskadi          | a 8'02"   |
| 4    | Kaiku                      | a 9'10"   |
| 5    | Liberty Seguros-Würth Team | a 15'01"  |